# Авангард (хоккейный клуб)
«Авангард» — российский профессиональный хоккейный клуб из города Омска, выступающий в КХЛ. Чемпион РСФСР 1959 и 1973 годов. Чемпион России 2004 и 2021 годов. Обладатель Кубка Гагарина 2021 года.
Клуб основан 7 ноября 1950 года. Выступал под названиями «Спартак» (1950—1962), «Аэрофлот» (1962—1967), «Каучук» (1967—1972), «Химик» (1972—1974), «Шинник» (1974—1981). С 1981 года называется «Авангард». Выступает в КХЛ с момента основания лиги.

## Стадионы
- 1950—1986 гг. — Стадион «Динамо»[2]

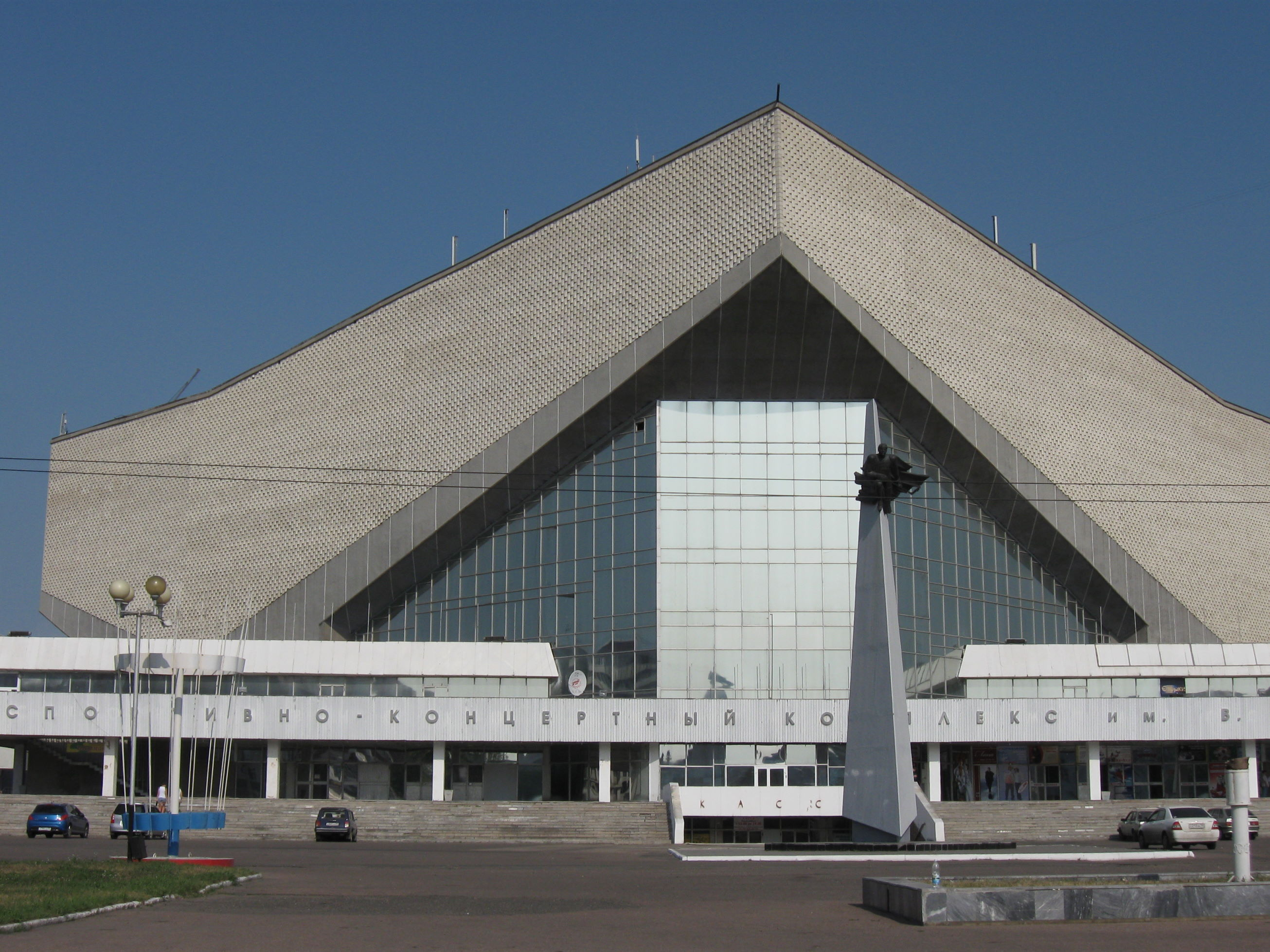
СКК им. В. Блинова

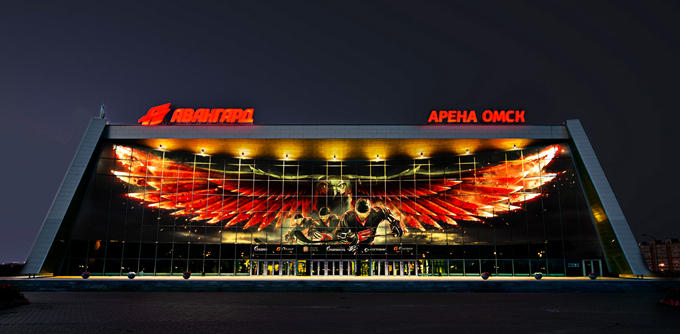
«Арена Омск» — домашняя арена клуба в 2007—2018 годах

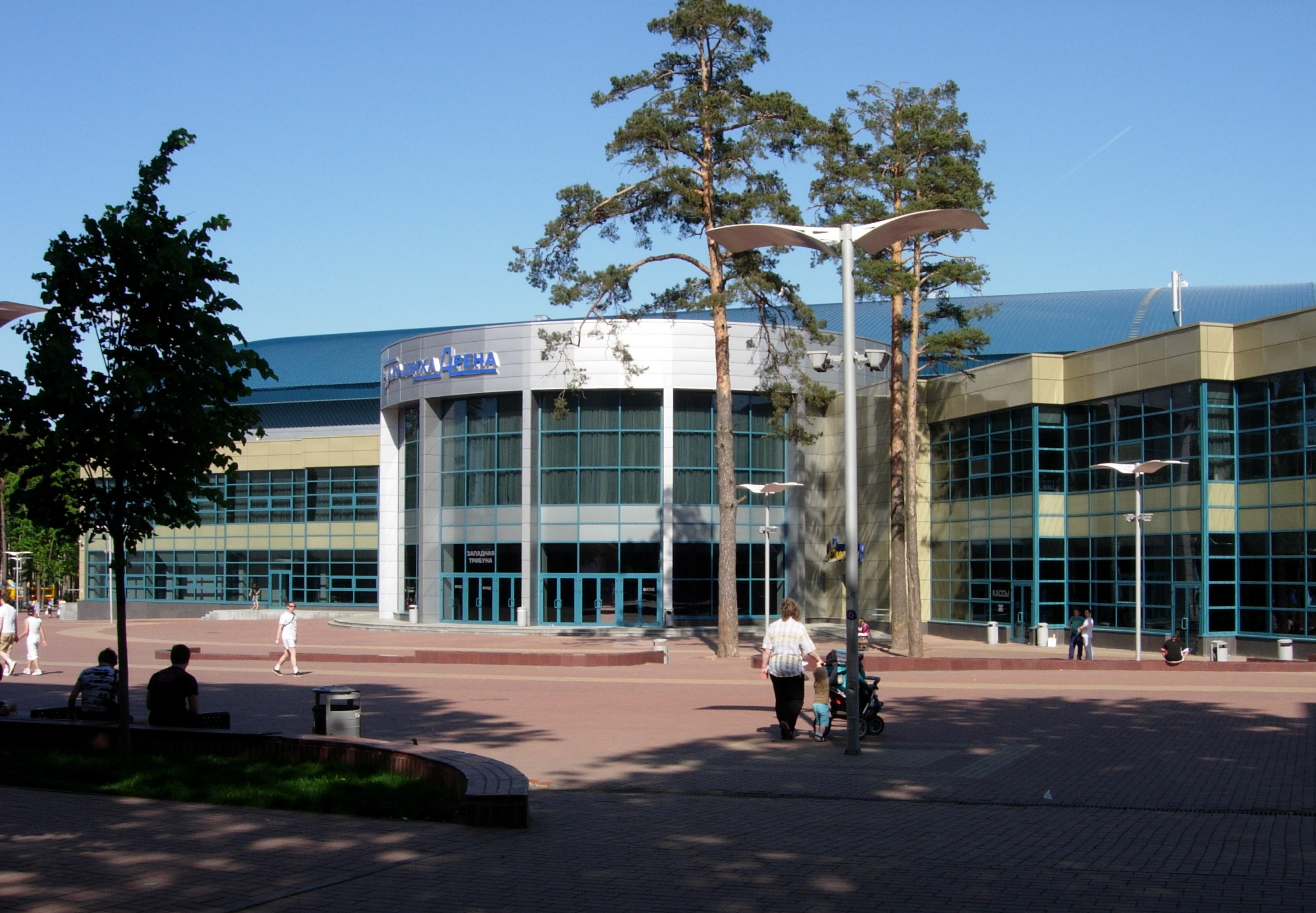
Арена «Балашиха» — домашняя арена клуба в 2018—2022 годах

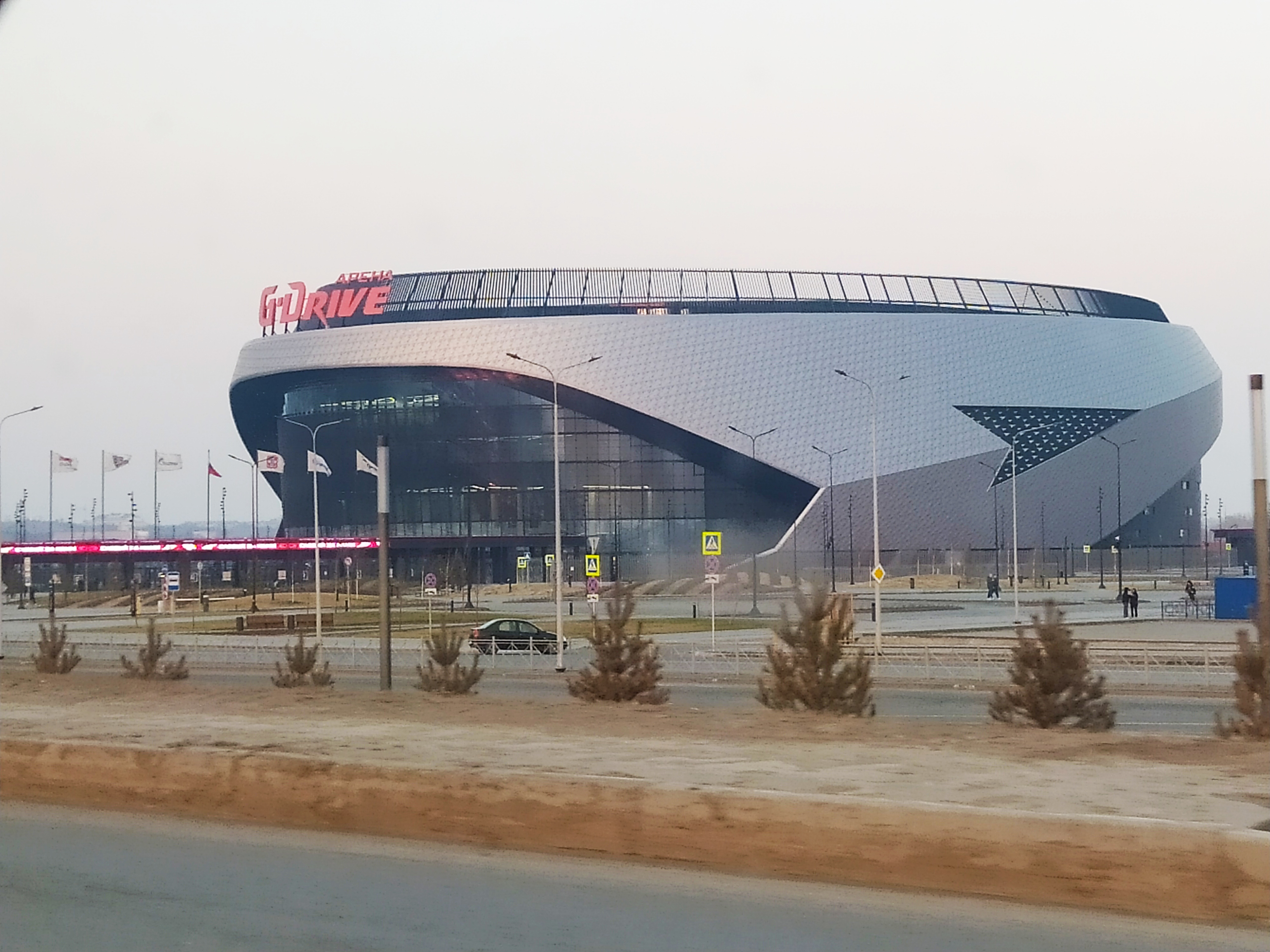
G-Drive Арена — домашняя арена клуба с 2022 года

- 1987—2006 гг. — СКК им. В. Блинова (до 2000 года назывался СКК «Иртыш»)

В январе 1975 года председатель Совета министров СССР Алексей Косыгин подписал постановление о строительстве в Омске крытого катка с искусственным льдом. Более 10 лет велось строительство по индивидуальному проекту, одно время СКК стоял «законсервированным». Первый матч состоялся 6 февраля 1987 года в присутствии 4 500 зрителей.
- 2007—2018 гг. — «Арена Омск». В 2003 году по инициативе Леонида Полежаева принято решение о строительстве новой арены, которая открылась 31 августа 2007 года.
- 2018—2022 гг. — Арена «Балашиха». В августе 2018 года «Авангард» проинформировал КХЛ о непригодности «Арены Омск» для проведения матчей чемпионата КХЛ сезона 2018/19 и необходимости поиска для клуба резервной домашней арены. После консультаций клуб сделал выбор в пользу Арены «Балашиха» (Московская область), которая соответствует техническому регламенту КХЛ.
- 2022— н.в. G-Drive Арена. Построена на месте «Арены Омск», которую снесли в 2019 из-за возможности разрушения.

## Достижения

### Национальные
- Чемпионат РСФСР
  - Чемпион (2): 1959, 1973
  - Третье место: 1971
- Чемпионат России
  - Чемпион (2): 2004, 2021
  - Второе место (4): 2001, 2006, 2012, 2019
  - Третье место (3): 1996, 2007, 2023
- Кубок Гагарина
  - Обладатель: 2021
  - Финалист (2): 2012, 2019
  - Третье место: 2023
- Кубок Континента им. В. В. Тихонова
  - Обладатель: 2011
- Кубок Восточной конференции
  - Обладатель (3): 2012, 2019, 2021
- Кубок Открытия
  - Обладатель (2): 2019, 2021
  - Финалист: 2012
- Кубок РСФСР по хоккею с шайбой
  - Второе место: 1971
- Приз Всеволода Боброва
  - Обладатель: 2021
- Кубок Надежды
  - Обладатель: 2014

### Международные
- Турнир на приз газеты «Отечественный фронт»
  - Обладатель: Болгария — 1979
- Кубок Румынской Федерации
  - Обладатель: Румыния — 1989
- Международный турнир
  - Обладатель: Омск — 1989
- Кубок «Вольво»
  - Обладатель: Омск — 1998
- Кубок «Coupe Horlogere»
  - Обладатель: Швейцария — 2000
- Кубок европейских чемпионов
  - Обладатель: Санкт-Петербург — 2005
- Континентальный Кубок
  - Второе место: Секешфехервар — 2007
  - Третье место: Кошице — 1998
- Кубок Энгельберга
  - Обладатель: Швейцария — 2006
  - Третье место: Швейцария — 2007
- Red Bull Salute Challenge
  - Победитель
- Mountfield Cup
  - Второе место: Чехия — 2016

### Межсезонные
- Турнир на призы Дворца спорта
  - Второе место: Минск — 1966
  - Третье место: Барнаул — 1974
- Турнир на призы Дворца спорта «Юность»
  - Третье место: Челябинск — 1974
- Мемориал Тулегена Тохтарова
  - Третье место (2): Усть-Каменогорск — 1975, 1977
- Турнир на приз спорткомитета РСФСР
  - Победитель (3): Караганда — 1982; Архангельск — 1985; Барнаул — 1986
  - Второе место (2): Альметьевск (Татарская АССР) — 1983; Караганда — 1984
  - Третье место (2): Темиртау — 1977; Глазов — 1981
- Турнир на приз спорткомитета СССР
  - Третье место: Прокопьевск — 1979
- Турнир на приз Госкомспорта СССР
  - Третье место: Нижний Тагил — 1989
- Турнир ВЦСПС среди команд первой лиги
  - Третье место: Омск — 1990
- Предсезонный турнир команд Межнациональной хоккейной лиги
  - Победитель: Челябинск — 1995
  - Третье место: Челябинск — 1994
- Кубок Танкограда
  - Победитель: Челябинск — 1995
- Кубок 50-летия Победы
  - Победитель: Омск — 1995
- Турнир команд Российской хоккейной лиги и высшей лиги
  - Второе место: Челябинск — 1997
- Мемориал В. Блинова
  - Победитель (19): 1982, 1987, 1988, 1989, 1990, 1994, 1995, 1996, 1998, 1999, 2001, 2003, 2004, 2007, 2008, 2010, 2012, 2014, 2017
  - Второе место (6): 1991, 1993, 2000, 2002, 2005, 2006
  - Третье место (2): 2009, 2023
- Мемориал А. Белосохова
  - Победитель (2): 2002, 2006
  - Второе место: 2007
  - Третье место (2): 2005, 2009
- Мемориал И. Х. Ромазана
  - Победитель: 2016
  - Третье место: 2015
- Кубок Республики Башкортостан
  - Победитель: 2008
  - Второе место: 2013
- Кубок губернатора Нижегородской области
  - Победитель: 2010
- Кубок губернатора Свердловской области «Каменный цветок»
  - Победитель: 2011
  - Второе место: 1993
- Кубок губернатора Челябинской области
  - Победитель: 2015
  - Третье место (3): 2011, 2012, 2018
- Кубок Президента Республики Казахстан
  - Победитель: 2014
- Турнир имени Н. Г. Пучкова
  - Победитель: 2020
  - Второе место: 2018
  - Третье место: 2021
- Sochi Hockey Open
  - Победитель: 2022
  - Второе место: 2023
  - Третье место: 2021

### Призы российского хоккея
- Лучший профессиональный клуб ПХЛ
  - 1998/1999
- Приз имени Валентина Сыча
  - Александр Крылов — 2020/2021
- Золотая клюшка
  - Олег Твердовский — 2003/2004
- Золотой шлем
  - Максим Сушинский — 1999/2000
  - Олег Шаргородский — 2000/2001
  - Дмитрий Рябыкин − 2001/2002
  - Максим Сушинский — 2001/2002
  - Александр Прокопьев — 2003/2004
  - Максим Сушинский — 2003/2004
  - Олег Твердовский — 2003/2004
  - Максим Соколов — 2003/2004
  - Яромир Ягр — 2004/2005
  - Кирилл Кольцов — 2005/2006
  - Роман Червенка — 2011/2012
  - Илья Михеев — 2018/2019
  - Оливер Каски — 2020/2021
  - Владимир Ткачёв — 2023/2024
  - Дамир Шарипзянов — 2024/2025[5]
- Самый результативный игрок
  - Максим Сушинский — 2001/2002, 2003/2004, 2004/2005
  - Томаш Власак — 2002/2003
- Самый результативный защитник
  - Олег Шаргородский — 2000/2001
  - Олег Твердовский — 2003/2004
- Три бомбардира
  - Максим Сушинский — Равиль Якубов — Дмитрий Затонский — 1999/2000
  - Максим Сушинский — Александр Прокопьев — Дмитрий Затонский — 2001/2002, 2003/2004, 2004/2005
  - Мартин Прохазка — Павел Патера — Томаш Власак — 2002/2003
  - Владимир Ткачёв — Корбэн Найт — Рид Буше — 2022/2023
  - Владимир Ткачёв — Райан Спунер — Рид Буше — 2023/2024
- Лучший снайпер
  - Дмитрий Затонский — 1999/2000, 2004/2005
  - Александр Прокопьев — 2003/2004
  - Роман Червенка — 2010/2011
  - Рид Буше — 2023/2024
- Мастер плей-офф
  - Максим Сушинский — 2000/2001, 2001/2002
  - Александр Прокопьев — 2003/2004
  - Сергей Толчинский — 2020/2021
- Лучший вратарь
  - Максим Соколов — 2003/2004
- Лучший новичок сезона
  - Кирилл Кольцов — 2000/2001
  - Алексей Черепанов — 2006/2007
  - Егор Чинахов — 2020/2021
  - Арсений Грицюк — 2021/2022
- Лучший тренер
  - Валерий Белоусов — 2003/2004
  - Боб Хартли — 2020/2021
- Тренер-сенсация:
  - Раймо Сумманен — 2010/2011, 2011/2012
- Секунда
  - Александр Прокопьев — 2001/2002
  - Станислав Шальнов — 2001/2002
  - Яромир Ягр — 2004/2005
  - Андрей Первышин — 2010/2011
- Железный человек
  - Дмитрий Затонский — 2001/2002, 2003/2004
  - Андрей Субботин — 2002/2003
  - Александр Прокопьев — 2004/2005
  - Александр Пережогин — 2011/2012
  - Павел Дедунов — 2021/2022
- Рыцарь атаки
  - Николай Мариненко — 1994/1995
- Лучший хоккеист плей-офф
  - Максим Соколов — 2003/2004
- Богатырская атака
  - Максим Сушинский — 2002/2003, 2003/2004
  - Олег Твердовский — 2003/2004
  - Александр Прокопьев — 2003/2004
- Джентльмен на льду
  - Егор Мартынов — 2017/2018
- Приз имени Леонида Киселёва
  - Доминик Фурх — 2015/2016
  - Николай Лемтюгов — 2016/2017
  - Илья Михеев — 2017/2018

### Клубные достижения
- Автор первой заброшенной шайбы в чемпионатах страны: Анатолий Комаров («Спартак», Новосибирск, 25.12.1955).
- В апреле 1971 года хоккеисты «Каучука» завоевали «бронзу» первенства России, переиграв в стыковых матчах чебаркульскую «Звезду» — 6:4, 6:4, 3:2, 6:2 и дошли до полуфинала Кубка Республики.
- В конце декабря «Химик» провёл четыре матча с куйбышевским СКА за звание чемпиона РСФСР 1973 года и добился успеха — 2:1, 3:4, 6:3, 7:4.
- 1-е место в классе «Б» и выход в высшую лигу в 1959 году
- 1-е место в зональных турнирах среди коллективов второй лиги в 1973, 1978, 1988 гг.
- 1-е место в зональном турнире среди клубов первой лиги в 1990 г.
- Самые крупные победы — 18:0 [сезон 1958/59 в ворота «Шахтёра»] и 19:1 («Труд», Коркино, 1959).
- Самая крупная победа на высшем уровне — 17:1 («Крылья Советов», Москва, 2007).
- Самое крупное поражение — 0:13 (СКА, Свердловск, 1986).
- Самое крупное поражение на высшем уровне — 1:13 («Крылья Советов», Москва, 1961).
- Самая длительная победная серия в регулярном чемпионате — 18 матчей (2010/11).
- Лучшие снайперы среди нападающих: Алексей Голубятников и Игорь Жилинский — по 262 шайбы.
- Лучший снайпер среди защитников: Виктор Архипов — 94 шайбы.
- Лучший снайпер на высшем уровне: Александр Пережогин — 178 шайб.
- Лучший снайпер-защитник на высшем уровне: Дмитрий Рябыкин — 73 шайбы.
- Лучший снайпер за сезон: Николай Мариненко — 58 шайб (1984/85).
- Лучший снайпер-защитник за сезон: Юрий Рычков — 26 шайб (1977/78).
- Лучший снайпер за сезон на высшем уровне: Рид Буше — 44 шайбы (2023/24).
- Лучший снайпер-защитник за сезон на высшем уровне: Олег Твердовский — 16 (2003/04).
- Лучший бомбардир на высшем уровне: Александр Попов — 505 (175 + 330) очков[6].
- Лучший бомбардир на высшем уровне за один сезон: Алексей Калюжный — 72 (23 + 49) очка (2006/07).
- Лучший бомбардир на высшем уровне за один матч: Олег Кряжев — 6 (2+4) очков («Сибирь», 01.12.1996).
- Рекордсмен по «сухим» матчам за один чемпионат: Александр Вьюхин — 11 матчей в сезоне 2000/01 (6 в регулярном чемпионате и 5 в плей-офф)[7].
- Наибольшее количество матчей в высшем дивизионе: Александр Попов — 900[8].
- Больше всех сезонов провёл Александр Попов — 18.
- Матч 10 апреля 2004 года «Авангард» выиграл золотые медали чемпионата страны. («Металлург» Магнитогорск — «Авангард» — 0:1Б, решающий буллит забил Ярослав Беднар).
- 28 апреля 2021 года «Авангард» завоевал первый Кубок Гагарина и вторые золотые медали чемпионата страны («Авангард» — ЦСКА — 1:0 (1:0, 0:0, 0:0), победную шайбу забил Сергей Толчинский).
- Матч 13 ноября 2021 года против команды «Куньлунь Ред Стар» (Пекин) стал для «Авангарда» 2000-м в высшем дивизионе.
- По итогам 2024 года клуб стал лидером в КХЛ по продажам билетов и клубного мерча (462 млн руб. согласно аналитике «РБ Бизнес»)[9].

## Главные тренеры
| - Игорь Базанов — 1950—1955 - Владимир Кукушкин — 1955/56 — 1957/58 - Валентин Скибинский — 1958/59 — 1959/60 - Владимир Кукушкин — 1960/61 — 1961/62 - Александр Прилепский — 1962/63 - Владимир Мурашов — 1963/64 - Михаил Зайцев — 1963/64 - Николай Кокшаров — 1964/65 — 1965/66 - Евгений Дзеярский — 1966/67 - Валентин Скибинский — 1967/68 — 1968/69 - Иван Крачевский — 1970/71 — 1974/75 - Юрий Романенко — 1974/75 — 1975/76 - Марк Судат — 1976/77 — 1982/83 - Леонид Щукин — 1982/83 - Александр Тычкин — 1983/84 — 1986/87 - / Леонид Киселёв — 1987/88 — 1997/98 - Владимир Голубович — 1997/98 — 1999/00 - Геннадий Цыгуров — 1999/00 — 2001/02 - Иван Глинка — 2002/03 - Сергей Герсонский — 2003/04 - Валерий Белоусов — 2003/04 — 2007/08 | - Сергей Герсонский — 2007/08 — 2008/09 - / Игорь Никитин — 2008/2009 (и. о.) - Уэйн Флеминг — 2008/09 - / Игорь Никитин — 2008/09 — март 2010 - Раймо Сумманен — март 2010 — 30 апреля 2011 - Ростислав Чада — 3 мая 2011 — 12 декабря 2011 - Раймо Сумманен — 15 декабря 2011 — 4 июля 2012 - Петри Матикайнен — 19 июля 2012 — 17 сентября 2013 - Милош Ржига — 18 сентября 2013 — 11 марта 2014 - Евгений Корноухов — 11 марта 2014 — 6 апреля 2014 (и. о.) - Раймо Сумманен — 6 апреля 2014 — 26 марта 2015 - Евгений Корноухов — 7 апреля 2015 — 14 августа 2016 - Фёдор Канарейкин — 14 августа 2016 — 21 марта 2017 - Андрей Скабелка — 29 марта 2017 — 29 декабря 2017 - Герман Титов — 30 декабря 2017 — 30 апреля 2018 - Боб Хартли — 27 мая 2018 — 4 апреля 2022 - Дмитрий Рябыкин — 1 мая 2022 — 10 октября 2022 - Михаил Кравец — 18 ноября 2022 — 19 марта 2024 - Сергей Звягин — 19 марта 2024 (и. о.) — 1 апреля — 27 ноября (и. о.) — 3 декабря 2024 - Андрей Подконицкий — 3 — 12 декабря 2024 (и. о.) - Ги Буше — с 12 декабря 2024 |

## Руководство
Ген. менеджеры
- Павел Горбунов 1998—2002
- Анатолий Бардин — 2003—2005
- Анатолий Бардин — 28.12.2007 — 16.01.2009
- Анатолий Бардин — 16.01.2009 — 8.07.2010 (советник)
- Анатолий Бардин — 8.07.2010 — 26.10.2011
- Константин Билан — 26.10.2011 — 06.04.2012 (и. о.)
- Владимир Капуловский — 06.04.12 — 25.03.13
- Юрий Карманов — 28.03.13 — 19.10.13
- Виктор Шалаев — 06.11.13 — 24.05.18
- Евгений Хацей — с 28.05.18 — 22.04.20
- Алексей Волков — с 23.04.20 — 14.11.22
- Рашид Хабибулин — с 18.11.22 — 27.04.23
- Антон Курьянов — 28.04.23 — 09.10.24

Президенты:
- / Анатолий Ворошко — 1990—1992
- / Леонид Киселёв, Анатолий Канунников — 1993—1997/98
- Анатолий Бардин — 1997/1998 — 2003/2004
- Константин Потапов — 2003/04 — 11.01.2009
- Александр Стерлягов — 8.12.11 — 25.03.13
- Владимир Шалаев — 10.05.14 — 16.03.18
- Максим Сушинский — 17.03.18 — 23.07.20

Генеральный директор:
- Сергей Белых — 09.08.19 — 07.07.2023
- Герман Чистяков — 01.08.23 — н. в.

Председатели Совета директоров:
- Александр Дыбаль — 11.07.12 — 28.03.18
- Александр Крылов — 28.03.18 — 25.05.23
- Михаил Аверин — 29.06.23 — 05.10.24
- Евгений Кожевников — 13.10.24 — н. в.

## Спонсоры и партнёры
В 2009 году компания «Газпром нефть», владелец крупнейшего в России Омского нефтеперабатывающего завода и других крупных предприятий региона, начала партнёрское сотрудничество с хоккейным клубом «Авангард», включая поддержку и развитие молодёжных и детских команд. За период 12-летнего сотрудничества команда регулярно выступала в раундах плей-офф Кубка Гагарина, дважды становилась финалистом, а в сезоне 2020—2021 стала чемпионом КХЛ и обладателем Кубка Гагарина. В рамках сотрудничества «Газпром нефть» осуществляет рекламное продвижение брендов компании, оказывает поддержку развитию клубной академии, а в 2020 году совместно с федеральным правительством приступила к строительству новой домашней арены клуба.

## Статистика выступлений

### Результаты выступления в КХЛ
И — количество проведённых игр, В — выигрыши в основное время, ВО — выигрыши в овертайме, ВБ — выигрыши в послематчевых буллитах, ПО — проигрыши в овертайме, ПБ — проигрыши в послематчевых буллитах, П — проигрыши в основное время, О — количество набранных очков, Ш — соотношение забитых и пропущенных голов, РС — место по результатам регулярного сезона. С сезона 2018/19 за победу стали начислять не 3 очка, как ранее, а 2. Поэтому итоговая сумма очков приведена из расчёта 2 очка за любую победу и по одному очку за поражение в овертайме и по буллитам
| Сезон   | И   | В   | ВО | ВБ | ПБ | ПО | П   | О    | Ш         | РС | Результаты серий с соперниками в плей-офф                                     | Результат в плей-офф                                                          |
| ------- | --- | --- | -- | -- | -- | -- | --- | ---- | --------- | -- | ----------------------------------------------------------------------------- | ----------------------------------------------------------------------------- |
| 2008/09 | 56  | 19  | 2  | 6  | 1  | 4  | 24  | 78   | 161-164   | 16 | 3-1 Салават Юлаев, 2-3 Ак Барс                                                | Проиграли в 1/4 финала                                                        |
| 2009/10 | 56  | 24  | 2  | 2  | 6  | 4  | 18  | 90   | 152-128   | 11 | 0-3 Нефтехимик                                                                | Проиграли в 1/8 финала                                                        |
| 2010/11 | 54  | 31  | 9  | 2  | 2  | 1  | 9   | 118  | 176-120   | 1  | 4-3 Нефтехимик, 3-4 Металлург Мг                                              | Проиграли в 1/4 финала                                                        |
| 2011/12 | 54  | 26  | 0  | 5  | 4  | 1  | 18  | 93   | 133-115   | 5  | 4-0 Амур, 4-1 Металлург Мг, 4-1 Трактор, 3-4 Динамо М                         | Проиграли в финале Кубка Гагарина                                             |
| 2012/13 | 52  | 26  | 6  | 3  | 4  | 2  | 11  | 102  | 149-121   | 3  | 4-3 Сибирь, 1-4 Трактор                                                       | Проиграли в 1/4 финала                                                        |
| 2013/14 | 54  | 17  | 1  | 5  | 4  | 2  | 25  | 69   | 136-162   | 20 | В плей-офф не играли. Выиграли Кубок Надежды                                  | В плей-офф не играли. Выиграли Кубок Надежды                                  |
| 2014/15 | 60  | 30  | 2  | 3  | 2  | 6  | 17  | 108  | 172-139   | 8  | 4-3 Барыс, 1-4 Ак Барс                                                        | Проиграли в 1/4 финала                                                        |
| 2015/16 | 60  | 27  | 1  | 5  | 8  | 5  | 14  | 106  | 156-120   | 5  | 4-0 Нефтехимик, 3-4 Салават Юлаев                                             | Проиграли в 1/4 финала                                                        |
| 2016/17 | 60  | 30  | 3  | 5  | 1  | 2  | 19  | 109  | 156-127   | 6  | 4-2 Адмирал, 2-4 Ак Барс                                                      | Проиграли в 1/4 финала                                                        |
| 2017/18 | 56  | 22  | 4  | 3  | 5  | 3  | 19  | 88   | 146-116   | 12 | 3-4 Салават Юлаев                                                             | Проиграли в 1/8 финала                                                        |
| 2018/19 | 62  | 29  | 4  | 6  | 0  | 5  | 18  | 83   | 177-133   | 7  | 4-0 Ак Барс, 4-1 Барыс, 4-2 Салават Юлаев, 0-4 ЦСКА                           | Проиграли в финале Кубка Гагарина                                             |
| 2019/20 | 62  | 30  | 1  | 6  | 3  | 6  | 16  | 83   | 163-120   | 6  | 2-4 Салават Юлаев                                                             | Плей-офф прекращен                                                            |
| 2020/21 | 60  | 33  | 3  | 0  | 5  | 7  | 12  | 84   | 180-134   | 4  | 4-1 Автомобилист, 4-2 Металлург Мг, 4-3 Ак Барс, 4-2 ЦСКА                     | Выиграли Кубок Гагарина                                                       |
| 2021/22 | 47  | 24  | 3  | 1  | 1  | 1  | 17  | 58   | 137-104   | 10 | 4-2 Ак Барс, 3-4 Металлург Мг                                                 | Проиграли в 1/4 финала                                                        |
| 2022/23 | 68  | 27  | 8  | 4  | 3  | 5  | 21  | 86   | 188-164   | 8  | 4-1 Сибирь, 4-0 Металлург Мг, 1-4 Ак Барс                                     | Проиграли в 1/2 финала                                                        |
| 2023/24 | 68  | 31  | 9  | 3  | 1  | 5  | 19  | 92   | 211-181   | 5  | 4-1 Лада, 3-4 Локомотив                                                       | Проиграли в 1/4 финала                                                        |
| 2024/25 | 68  | 31  | 7  | 3  | 2  | 3  | 22  | 87   | 205-168   | 8  | 4-2 Металлург Мг, 3-4 Локомотив                                               | Проиграли в 1/4 финала                                                        |
| Всего   | 997 | 457 | 65 | 62 | 64 | 62 | 278 | 1448 | 2610-2152 | —  | В плей-офф кубка Гагарина участвовали 16 раз. Счёт (победы/поражения): 113-89 | В плей-офф кубка Гагарина участвовали 16 раз. Счёт (победы/поражения): 113-89 |

## Символика

### Клубные цвета
| Красный | Чёрный | Золотой | Белый |

### Логотип

Логотип ХК «Авангард» с 2018 года

Красно-бело-чёрные цвета, стилизованный ястреб на форме и ястреб-талисман впервые появились в августе 1998 года. Ястреб в эмблеме клуба, как и сам дизайн логотипа, был разработан по заказу ХК «Авангард» после прихода на пост президента клуба Анатолия Бардина. Автор логотипа — омский рекламщик Станислав Иванченко. Красно-белые цвета эмблемы, возможно, взяты из спартаковского прошлого команды. Ассоциация с хищной птицей возникла из «миссии клуба», в которой значилось: «ястреб соответствует новому стилю клуба — стилю штурмового хоккея, он — птица благородная, не питается падалью, атакует противника мощно и решительно». Первоначально букву «А» обрамляла надпись «Омские ястребы», но в 2007 году ФХР потребовала, чтобы название команды присутствовало на эмблеме клуба, и тогда надпись была заменена на «Омский Авангард». Перед стартом сезона 2012/13 логотип «Авангарда» был изменён, с него исчезла надпись «Омский Авангард», логотип представлял собой ястреба.

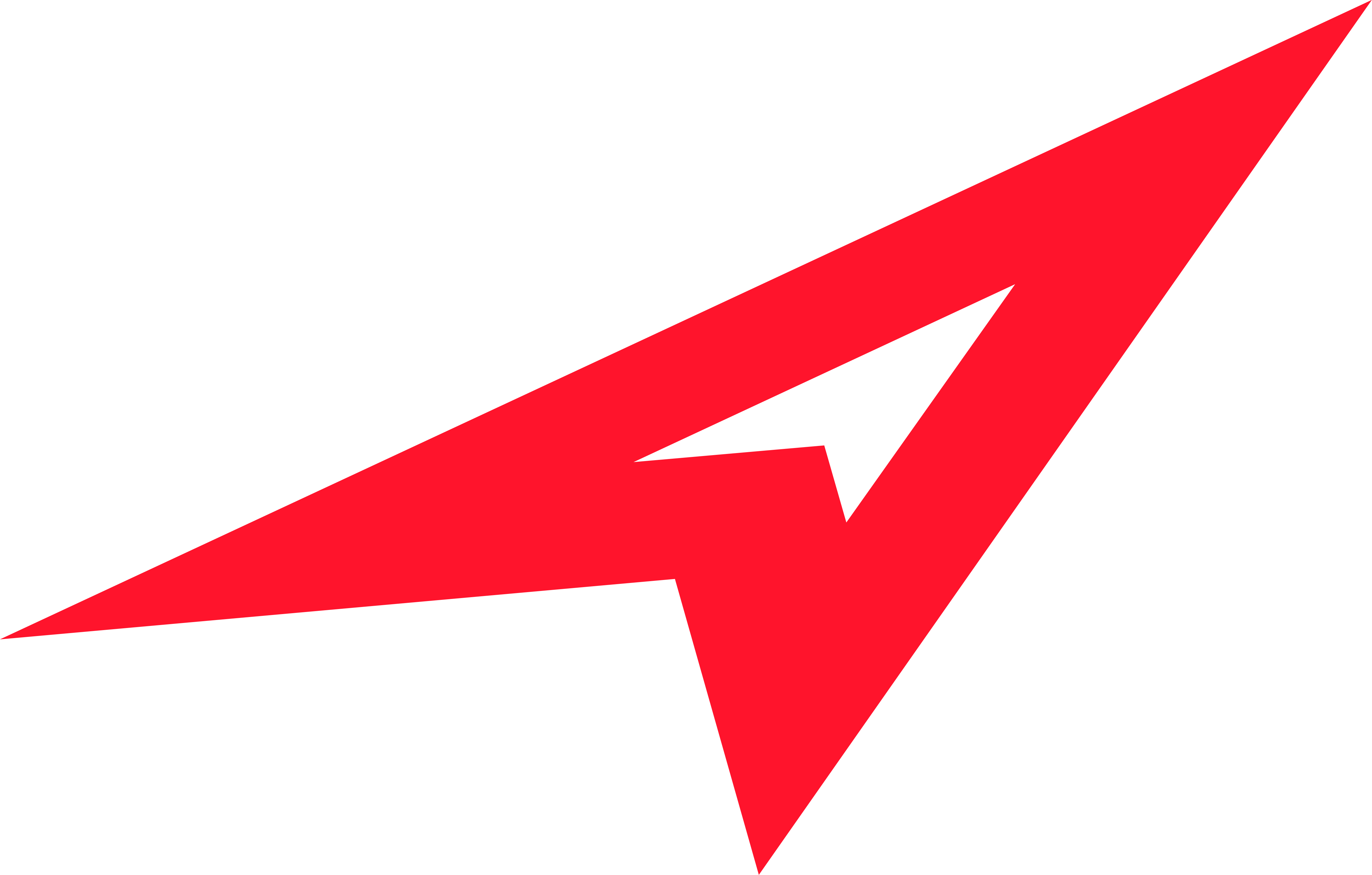
Буква А как часть оперения ястреба используется как самостоятельный элемент в дизайне.

В августе 2018 года клуб провёл ребрендинг, презентовав новый логотип. «Новый бренд — это воплощение ценностей клуба: яркий, оригинальный, инновационный, доступный и уверенный в себе, отражающий стремление стать лидерами КХЛ и по этой части, добиться признания, сформировать репутацию лидера, — сообщалось в официальном заявлении ХК „Авангард“. — Мы ставим перед собой самые высокие задачи во всём, это касается и визуальной части клуба, поэтому разработка новой стилистики потребовала много сил. Итог — новая эмблема, которая по-новому представляет всеми любимого омского ястреба. Добавился дополнительный цвет окраса ястреба — это цвет солнца, солнечных лучей, цвет славы и победы, благодаря которому наши традиционные цвета — красный, белый и чёрный получили отличную контрастность. Буква А как часть оперения ястреба также будет использоваться как самостоятельный элемент в дизайне».

### Гимн
Перед началом сезона 2001/2002 солист группы «Бэтмен» Дмитрий Коновалов написал ремейк песни группы Modern Talking «Win the Race» посвящённый ХК «Авангард». Песня понравилась игрокам и руководству клуба и стала неотъемлемой частью команды. В первом матче, первого раунда плей-офф сезона 2011/2012 группа «Астра», исполнила гимн клуба в новой версии.

## Состав
| №          | Игрок                | Страна   | Хват    | Дата рождения             | Рост (см) | Вес (кг) | Контракт (до) |
| Вратари    | Вратари              | Вратари  | Вратари | Вратари                   | Вратари   | Вратари  | Вратари       |
| ---------- | -------------------- | -------- | ------- | ------------------------- | --------- | -------- | ------------- |
| 1          | Андрей Мишуров       | Россия   | Левый   | 6 августа 2001 (24 года)  | 182       | 92       | 2025/26       |
| 54         | Никита Серебряков    | Россия   | Левый   | 1 ноября 1995 (29 лет)    | 181       | 73       | 2026/27       |
| Защитники  |                      |          |         |                           |           |          |               |
| 44         | Дамир Шарипзянов — К | Россия   | Левый   | 17 февраля 1996 (29 лет)  | 188       | 94       | 2025/26       |
| 66         | Семён Чистяков       | Россия   | Левый   | 7 августа 2001 (24 года)  | 181       | 81       | 2025/26       |
| 76         | Даниил Степанов      | Беларусь | Правый  | 21 января 2001 (24 года)  | 183       | 77       | 2025/26       |
| 84         | Михаил Гуляев        | Россия   | Левый   | 26 апреля 2005 (20 лет)   | 179       | 78       | 2024/25       |
| 92         | Василий Пономарёв    | Россия   | Левый   | 13 августа 2002 (23 года) | 182       | 82       | 2027/28       |
| Нападающие |                      |          |         |                           |           |          |               |
| 9          | Майкл Маклауд        | Канада   | Правый  | 3 февраля 1998 (27 лет)   | 188       | 86       | 2024/25       |
| 12         | Александр Филатьев   | Россия   | Левый   | 28 января 2004 (21 год)   | 178       | 77       | 2025/26       |
| 13         | Джованни Фьоре       | Канада   | Левый   | 13 августа 1996 (29 лет)  | 185       | 93       | 2024/25       |
| 14         | Иван Игумнов         | Россия   | Левый   | 29 июня 1996 (29 лет)     | 178       | 76       | 2024/25       |
| 17         | Константин Окулов    | Россия   | Левый   | 18 февраля 1995 (30 лет)  | 184       | 82       | 2024/25       |
| 65         | Наиль Якупов         | Россия   | Левый   | 6 октября 1993 (31 год)   | 180       | 86       | 2024/25       |
| 70         | Игорь Мартынов       | Беларусь | Левый   | 19 января 1999 (26 лет)   | 181       | 83       | 2024/25       |
| 74         | Николай Прохоркин    | Россия   | Левый   | 17 сентября 1993 (31 год) | 187       | 86       | 2024/25       |

Неиспользуемые номера
- № 7 — Алексей Черепанов, нападающий (2006—2008). Выведен из обращения 20 октября 2008 года.

Администрация
- Евгений Кожевников — председатель совета директоров
- Герман Чистяков — генеральный директор
- Кирилл Лямин — ассистент генерального менеджера

Тренерский штаб
- Ги Буше — главный тренер
- Дейв Барр — тренер
- Андрей Подконицкий — тренер
- Александр Свитов — тренер
- Александр Завьялов — тренер
- Алексей Жигарев — тренер вратарей
- Вячеслав Макрицкий — тренер по физической подготовке
- Алексей Селивёрстов — ассистент тренера по физической подготовке
- Андрей Цайслер — тренер-видеооператор
- Илья Устымчук — ассистент тренера-видеооператора
- Дмитрий Полянчиков — тренер по развитию
- Станислав Заборников — тренер

## Воспитанники
В Омске воспитаны:
- Виктор Блинов — Заслуженный мастер спорта СССР (1968), чемпион мира, Европы и зимних Олимпийских игр 1968 года, чемпион СССР 1967 года, второй призёр чемпионата СССР 1965, 1966 и 1968 гг. Финалист Кубка СССР 1967. В чемпионатах СССР — 190 матчей, 42 гола.
- Юрий Шаталов — Заслуженный мастер спорта (1974), чемпион мира и Европы 1974 года, чемпион СССР 1968, 1974. Обладатель Кубка СССР 1968, 1969 и 1974 гг. Обладатель Кубка европейских чемпионов 1975 г, второй призёр чемпионатов СССР 1969 и 1975, третий призёр 1973 и 1978 гг. В чемпионатах СССР — 441 матчей, 32 гола. Играл за «Аэрофлот» (Омск, 1963, 1964, провёл более 50 матчей, забросил 3 шайбы).
- Виктор Шевелёв — «Мастер спорта» (1964). Чемпион РСФСР 1959 года. В сезонах 1958—1964 провёл за «Спартак» и «Аэрофлот» около 220 матчей, забросил 119 шайб. Автор первой шайбы нашей команды в высшей лиге (29 ноября 1959 года, «Спартак», Свердловск). Лучший снайпер «Аэрофлота» по итогам сезона 1963 — 20 шайб, 1964 — 26 шайб.
- Юрий Шипицын — бронзовый призёр чемпионата Европы среди юниоров 1979 г., чемпион Европы среди юниоров 1980 г., бронзовый призёр чемпионата мира среди молодёжи 1981. В сезоне 1997 провёл за «Авангард» 13 матчей, забросил две шайбы, сделал одну передачу, набрал две минуты штрафа.
- Леонид Щукин — Мастер спорта (1965).В 18-летнем возрасте был приглашён в омский «Аэрофлот», в составе которого провёл три сезона (забросил 26 шайб). Всего за главную команду нашего города провёл около 150 матчей, забросил 29 шайб.
- Юрий Андреев — Мастер спорта (1965). Чемпион РСФСР 1959 года. Играл за «Аэрофлот» («Спартак», Омск, 1957—1967, провёл более 300 матчей, забросил более 120 шайб).
- Григорий Бердышев — бронзовый призёр первенства РСФСР 1971 года. Играл за «Шинник» («Аэрофлот», «Каучук», Омск, 1964—1966, 1968—1972, 1976—1979, провёл около 500 матчей, забросил 158 шайб). Автор юбилейной, 2000-й шайбы омичей в чемпионатах страны (13 января 1972 года, «Строитель», Караганда).
- Николай Березовский — чемпион РСФСР 1973 года, обладатель приза газеты «Отечественный фронт» (Болгария, 1979). В сезонах 1969—1983 провёл за «Каучук», «Химик», «Шинник» и «Авангард» около 550 игр, забросил 28 шайб.
- Анатолий Вдовин — чемпион РСФСР 1969 и 1973 годов. В сезонах 1967, 1974, 1975 провёл за «Аэрофлот», «Химик» и «Каучук» более 70 матчей, забросил 15 шайб. Первую шайбу забросил 6 февраля 1967 года в Омске «Металлургу» (Череповец).
- Алексей Голубятников — Играл за «Авангард» («Химик», «Шинник», Омск, 1973—1978, 1980—1987, провёл 568 матчей, забросил 262 шайбы), Занимает 2-е место в списке всех снайперов команды за всю историю (262 шайб). Рекордсмен команды по количеству «хет-триков» — 12.
- Виктор Граф — Играл за «Авангард» («Шинник», Омск, 1975—1979, 1981—1988, провёл 664 матча, забросил 215 шайб). В сезонах 1984—1987 являлся капитаном «Авангарда». Занимает 4-е место в списке всех снайперов команды за всю историю (215 шайб). Играл под № 8 (1975—1979, 1985—1988), № 26 (1981—1984).
- Сергей Гуров — В сезонах 1979—1982, 1985—1991 провёл за «Авангард» и «Шинник» 564 матча, забросил 61 шайбу. В сезонах 1988, 1989 был капитаном «Авангарда». Обладатель приза газеты «Отечественный фронт» (Болгария, 1979). В 1988 году вместе с «Авангардом» завоевал путёвку в первую лигу чемпионата СССР. Играл под № 6 (1979—1981), № 25 (1982, 1985—1991).
- Михаил Дурдин — В сезонах 1975—1978, 1980—1988 провёл за «Авангард» («Шинник») 522 матча, забросил 142 шайбы. Занимает 15-е место в списке снайперов команды за всю историю. Три раза забрасывал за матч по 3 шайбы. Дважды завоёвывал с командой путёвку в первую лигу чемпионата СССР (1978, 1988). Играл под № 23 (1975, 1976), № 19 (1977), № 18 (1977, 1978, 1980—1988).
- Владимир Дурдин — Мастер спорта СССР, в сезонах 1975, 1976 провёл за «Шинник» 65 матчей, забросил 12 шайб, набрал 39 минут штрафа. Играл под № 19. Под сводами «Арены Омск» висит именной свитер Владимира Дурдина.
- Игорь Дякив — Мастер спорта (1992), Бронзовый призёр чемпионата страны 1996 года. Третий призёр Континентального Кубка 1999 года. Занимает 15-е место по количеству проведённых матчей (482) за всю историю «Авангарда». Лучший бомбардир «Авангарда» в чемпионате 1995 года — 45 (13+32) очков. Всего в чемпионатах нашей страны сыграл 842 матча, забросил 153 шайбы. Играл за «Авангард» (Омск, 1985, 1986, 1990—2000, провёл 482 матча, забросил 94 шайбы).
- Владимир Еловиков — Мастер спорта СССР (1992), чемпион Европы среди юниоров 1984 г., бронзовый призёр чемпионата мира среди молодёжи 1985 г. Победитель Всемирной Универсиады (1989) в составе студенческой сборной СССР. Бронзовый призёр чемпионата СССР 1985 года. Чемпион ВЕХЛ. Четырёхкратный чемпион Украины. В сезонах 1983, 1988—1993 провёл за «Авангард» 333 матча, забросил 83 шайбы. По итогам чемпионата 1992 стал лучшим снайпером команды, забросив 19 шайб. Играл под № 10 (1983), № 23 и 33 (1988—1993).
- Игорь Жилинский — чемпион Европы среди юношей, победитель и серебряный призёр Всемирной Универсиады в 1989 и 1991. В сезонах 1981—1985, 1987—1990, 1995 провёл за «Авангард» 459 матчей, забросил 262 шайбы. Вместе с Алексеем Голубятниковым является рекордсменом «Авангарда» по количеству заброшенных шайб — по 262.
- Фёдор Жуков — Бронзовый призёр чемпионата РСФСР 1971 года. Играл за «Каучук» («Аэрофлот», Омск, 1965—1972, провёл более 100 матчей)
- Сергей Жеребцов — Мастер спорта. Чемпион МХЛ 1994 года, серебряный призёр 1995 года, бронзовый призёр 1996 года. В сезонах 1988—1993, 1996—1999 провёл за «Авангард» 337 матчей, забросил 29 шайб.
- Борис Лукьянчиков — Один из «пионеров» хоккея в Омске. Играл на позиции защитника в первом составе команды в чемпионате РСФСР 1950 года.
- Виктор Ляпин — В сезонах 1966, 1967 сыграл за омский «Аэрофлот» 40 матчей, забросил одну шайбу, набрал 14 минут штрафа. Играл под № 17 (1966), № 2 (1967).
- Анатолий Мыкало — Бронзовый призёр чемпионата РСФСР 1971 года., чемпион РСФСР 1973 года., Обладатель приза газеты «Отечественный фронт» (Болгария, 1979). Занимает 5-е место в списке всех снайперов команды за всю историю (196 шайб). Играл за «Авангард» («Каучук», «Химик», «Шинник», Омск, 1970—1974, 1976—1983, провёл около 600 матчей, забросил 196 шайб)
- Анатолий Новицкий — В сезонах 1981, 1986—1988 сыграл за «Авангард» 149 матчей, забросил 30 шайб. Играл под № 8 (1981), № 15 (1986—1988). Играл на первенство города за «Шинник». В последние годы играет в ЛХЛ города Омска.
- Александр Нестеров — Мастер спорта международного класса. Чемпион МХЛ 1994 и 1996. В сезонах 1988—1992 провёл за «Авангард» 206 игр, забросил 32 шайбы.
- Станислав Первушин — чемпион РСФСР 1969 года в составе «Локомотива», 1973 года в составе «Химика».
- Евгений Пиунов — чемпион РСФСР 1969 года. В сезонах 1966—1968, 1970 провёл за наш клуб 89 матчей, забросил 16 шайб.
- Борис Разборов — играл за омский «Спартак» в первом составе в чемпионате СССР в сезонах 1956, 1957.
- Эдуард Рассказов — чемпион РСФСР 1959 г. Мастер спорта (1964). Играл в первом составе омского «Спартака» в чемпионате СССР 1955-56. В сезонах 1956—1960, 1963, 1964 провёл за «Спартак» и «Аэрофлот» около 150 игр, забросил 62 шайбы.
- Станислав Рубан — чемпион РСФСР 1973 г. В сезонах 1970—1980 провёл за омские команды «Каучук», «Химик», «Шинник» около 400 матчей, забросил 114 шайб
- Юрий Рычков — Серебряный призёр чемпионатов СССР 1981—1984 годов бронзовый призёр 1979, 1980 годов. Финалист Кубка СССР. Чемпион Венгрии 1990 года. Чемпион Москвы в составе «Москвича» 1986 и 1987 годов. Играл за «Шинник» («Каучук», Омск, 1970, 1971, 1974—1976, 1978, 1979, провёл около 300 матчей, забросил 75 шайб). Лучший снайпер команды среди защитников: 1974 — 8 шайб, 1975 — 15 шайб, 1976 — 15 шайб, 1978 — 26 шайб. В сезонах 1976, 1978, 1979 годов был капитаном «Шинника».
- Валерий Сермяжко — чемпион РСФСР 1959 г. В сезонах 1957—1963 провёл за нашу команду около 150 матчей, забросил 37 шайб.
- Александр Селиванов — чемпион РСФСР 1973 года. Лучший бомбардир «Шинника» в чемпионате 1979 года. Играл за команды «Локомотив» (Омск, 1971, 1972, забросил 14 шайб), «Авангард» («Химик», «Шинник, Омск, 1973, 1974, 1978—1980, 1984, провёл 290 матчей, забросил 98 шайб)
- Анатолий Хозяинов — В сезонах 1962—1964, 1968—1970 провёл за наш клуб 150 матчей, забросил 36 шайб. Играл под № 15 (1963), № 9 (1964, 1968, 1969).
- Игорь Черкашин — бронзовый призёр первенства РСФСР 1971 года. Играл за „Каучук“ („Аэрофлот“, Омск, 1966—1972, провёл около 270 матчей, забросил 88 шайб).
- Александр Фролов — лучший снайпер команды среди защитников 1984 — 8 шайб. В сезонах 1976—1980, 1982—1984 провёл за „Шинник“ и „Авангард“ 381 матч, забросил 49 шайб. Обладатель приза газеты „Отечественный фронт“ (Болгария, 1979), лучший защитник этого турнира. Играл под № 5 (1976—1980), № 27 (1982—1984).
- Юрий Панов — чемпион МХЛ 1994 г., Серебряный призёр 1993, 1995 гг. Серебряный призёр 2001 г. Чемпион России 2004. Бронзовый призёр Континентального Кубка сезона 1998/99 года. Обладатель Кубка европейских чемпионов 2005 года. В сезонах 1987—1992, 1996—2005 провёл за „Авангард“ 718 матчей, забросил 73 шайбы, сделал 86 передач, набрал 598 минут штрафа. Занимает второе место по количеству сыгранных матчей за „Авангард“ за всю историю.
- Евгений Шастин — мастер спорта международного класса, Победитель турнира второй лиги Восточной зоны 1978 года. Чемпион мира 1980 года среди молодёжи, Обладатель Кубка Европейских чемпионов 1990 года. Серебряный призёр чемпионата СССР (1990). В сезонах 1978—1980, 1993, 1995 провёл за „Шинник“ и „Авангард“ 215 матчей, забросил 80 шайб.
- Сергей Елаков — мастер спорта международного класса. Победитель Всемирной Универсиады (1989) и второй призёр (1991) в составе студенческой сборной СССР. Победитель турнира приз „Известий“ в составе олимпийской сборной России (1992). Третий призёр Континентального Кубка 1999 года. Обладатель Кубка мира 2004 года среди ветеранов в составе тюменского „Газовика“ в категории „35+“. В сезонах 1982, 1988—1990, 1992, 1993, 1995, 1996, 1999 гг. провёл за „Авангард“ 371 матч, забросил 129 шайб, сделал 189 передач, набрал 135 минуты штрафа. Лучший бомбардир Авангарда» сезонов 1988, 1992, 1993 годов. В высшем дивизионе провёл 269 игр, забросил 76 шайб, сделал 115 передач, набрал 119 минут штрафа. Всего в чемпионатах разных лиг провёл 881 матч, забросил 320 шайб.
- Олег Лысак — в сезонах 1988, 1989 провёл за «Авангард» 8 матчей, забросил одну шайбу. Шайбу за «Авангард» забросил в 15 лет, что является рекордом клуба.
- Николай Мариненко — мастер спорта. Бронзовый призёр чемпионата МХЛ 1996 года. Занимает 3-е место в списке всех снайперов команды за всю историю (231 шайба). В сезонах 1981, 1984, 1985, 1989, 1990, 1995—1997 провёл за «Шинник» и «Авангард» 332 матча, забросил 231 шайбу.
- Егор Шастин — мастер спорта. Серебряный призёр юниорского чемпионата мира в составе сборной России (2000), Лучший форвард, лучший бомбардир, лучший снайпер юниорского чемпионата мира в составе сборной России (2000), Вице-чемпион России в составе «Авангарда» (2001). В сезонах 1999—2002, 2005 провёл за «Авангард» 128 игр, забросил 12 шайб, сделал 22 передачи.
- Александр Свитов — серебряный призёр юниорского чемпионата мира 2000 г., чемпион мира среди молодёжи 2002 г., чемпион мира 2012 г., двукратный обладатель Кубка Гагарина 2011 и 2018 годов. В сезонах 1999—2002, 2006, 2008—2010 провёл за «Авангард» 270 игр, забросил 48 шайб, сделал 57 передач, набрал 740 минут штрафа. Играл под № 15.
- Андрей Таратухин — Мастер спорта международного класса. чемпион мира среди юниоров 2001 г., чемпион мира среди молодёжи 2002, 2003 гг. Чемпион России 2008 и 2011 годов, бронзовый призёр 2010 года. В сезонах 2000, 2003, 2004, 2013 провёл за «Авангард» 94 матча, забросил три шайбы.
- Александр Горелов — бронзовый призёр юниорского чемпионата мира 2003 г.
- Константин Баранов — Чемпион России сезона 2003/2004 в составе омского «Авангарда». Чемпион Беларуси 2012 года. Вице-чемпион Беларуси 2013 года.
- Денис Куляш — выиграл Еврохоккейтур 2006 г. Обладатель Кубка Европейских чемпионов (2006). Победитель турниров «Кубок Росно» 2004/05 и 2005/06, турнира Шведские хоккейные игры 2005/06, Кубка «Карьялы» 2008/09, Кубка Первого канала 2008/09. В сезонах 2010, 2011, 2014—2016 провёл за «Авангард» 230 матчей, забросил 43 шайбы, сделал 56 передач, набрал 247 минут штрафа и показатель полезности «+14». По итогам трёх чемпионатов (2011, 2014, 2015) становился самым метким игроком «Авангарда» среди защитников.
- Никита Никитин — Заслуженный мастер спорта России (2012), Обладатель Кубка европейских чемпионов (2005), серебряный призёр чемпионата мира среди молодёжи 2006 г, серебряный призёр Континентального Кубка 2007 года, чемпион мира 2012 г., Серебряный призёр чемпионата России 2006 года, бронзовый призёр 2007 года. В матчах первенств России за время выступлений за ДЮСШ «Авангард» провёл 75 матчей, забросил 4 шайбы, сделал 10 передач, набрал 82 минуты штрафа. За «Авангард» в сезонах 2005—2010, 2013 провёл 338 матчей, забросил 17 шайб, сделал 69 передач, набрал 278 минут штрафа.
- Сергей Пайор — Бронзовый призёр Континентального Кубка 2007 года. В сезонах 2004, 2007 провёл за «Авангард» 24 матча, забросил три шайбы, набрал 24 минуты штрафа. Играл под № 14, 34.
- Егор Аверин — чемпион России 2003, серебряный призёр 2004 г., бронзовый призёр 2006 г. среди юношей., чемпион мира среди юниоров 2007 г., бронзовый призёр чемпионата России 2007 года. Серебряный призёр Континентальной хоккейной лиги в сезоне 2011/12.
- Станислав Калашников — серебряный призёр юниорского чемпионата мира 2009 г., Чемпион МХЛ 2012 года. Обладатель Кубка Харламова 2013 года. В сезоне 2013 провёл за «Авангард» 20 матчей, набрал 4 минуты штрафа и показатель полезности «-3». Играл под № 47.
- Евгений Орлов — Обладатель Кубка Харламова (2012).
- Никита Пивцакин — серебряный призёр юниорского чемпионата мира 2009 г., чемпион мира по хоккею среди молодёжных команд 2011, Серебряный призёр чемпионата России 2016 года. В сезонах 2009—2015 провёл за «Авангард» 290 игр, забросил 13 шайб, сделал 37 передач, набрал 139 минут штрафа и показатель полезности «+23»).
- Сергей Калинин — Заслуженный мастер спорта (2014). Серебряный призёр чемпионата России 2012 года. Обладатель Кубка Континента 2011 года. Обладатель Кубка Восточной конференции 2012 года. чемпион мира по хоккею среди молодёжных команд 2011, чемпион мира 2014, Олимпийский чемпион 2018 года. Чемпион России по хоккею 2018/2019. Обладатель Кубка Гагарина 2019. Бронзовый призёр чемпионата КХЛ в сезоне 2021/2022. В МХЛ 67 игр, 16 шайб, 27 передач, 54 минуты штрафа. В КХЛ 188 игр, 22 шайбы, 27 передач, 78 минут штрафа. Всего за карьеру в различных лигах сыграл 319 матчей, забросил 50 шайб, сделал 67 передач, набрал 183 минуты штрафа.

## Достижения игроков

### Достижения в сборных командах
- В 2000 году серебряными призёрами чемпионата мира среди юниоров стали Александр Свитов и Егор Шастин.
- В 2001 году чемпионами мира среди юниоров стали Кирилл Кольцов, Александр Пережогин, Александр Головин, Андрей Таратухин, Станислав Чистов.
- В 2002 году вице-чемпионами мира стали Дмитрий Рябыкин, Александр Прокопьев, Дмитрий Затонский, Максим Сушинский и Алексей Кознев; чемпионами мира среди молодёжи стали Александр Пережогин, Александр Свитов, Андрей Таратухин и Станислав Чистов.
- В 2003 году чемпионами мира среди молодёжи становились Кирилл Кольцов, Александр Пережогин, Андрей Таратухин, бронзовым призёром юниорского чемпионата мира стал Александр Горелов.
- В 2005 году в составе сборной Чехии стал чемпионом мира Яромир Ягр, бронзовыми призёрами чемпионата мира стали Максим Соколов и Сергей Гусев.
- В 2006 году серебряным призёром чемпионата мира среди молодёжи стал Никита Никитин.
- В 2007 году серебряным призёром чемпионата мира среди молодёжи стал Алексей Черепанов, чемпионами мира среди юниоров стали Алексей Черепанов и Егор Аверин.
- В 2008 году бронзовым призёром чемпионата мира среди молодёжи стали Евгений Курбатов и Алексей Черепанов, серебряным призёром чемпионата мира среди юниоров стал Эдуард Рейзвих.
- В 2009 году в составе сборной России стали чемпионами мира Антон Курьянов и Александр Пережогин, серебряными призёрами чемпионата мира среди юниоров стали Станислав Калашников и Никита Пивцакин.
- В 2010 году в составе сборной Чехии стали чемпионами мира Яромир Ягр, Роман Червенка и Якуб Клепиш.
- В 2011 году в составе молодёжной сборной России стали чемпионами мира Никита Пивцакин и Сергей Калинин.
- В 2011 году в составе сборной Чехии стали бронзовыми призёрами чемпионата мира Яромир Ягр, Роман Червенка, Петр Вампола и Мартин Шкоула.
- В 2012 году чемпионами мира стали: Александр Попов, Александр Пережогин, Александр Свитов, Никита Никитин.
- В 2013 году в составе молодёжной сборной России стал бронзовым призёром чемпионата мира Евгений Мозер.
- В 2014 году чемпионами мира стали Сергей Калинин, Сергей Широков.
- В 2015 году серебряными призёрами чемпионата мира стали Константин Барулин, Сергей Широков.
- В 2016 году бронзовым призёром чемпионата мира стал Сергей Калинин.
- В 2018 году Олимпийским чемпионом стал Сергей Калинин.
- В 2021 году серебряными чемпионами мира стали Оливер Каски и Вилле Покка
- В 2022 году Олимпийским чемпионом в составе сборной Финляндии стал Вилле Покка. Серебряные медали зимней Олимпиады завоевали Дамир Шарипзянов, Кирилл Семёнов и Арсений Грицюк. Бронзовую — Петер Цегларик, выступивший за Словакию

### Лучшие игроки

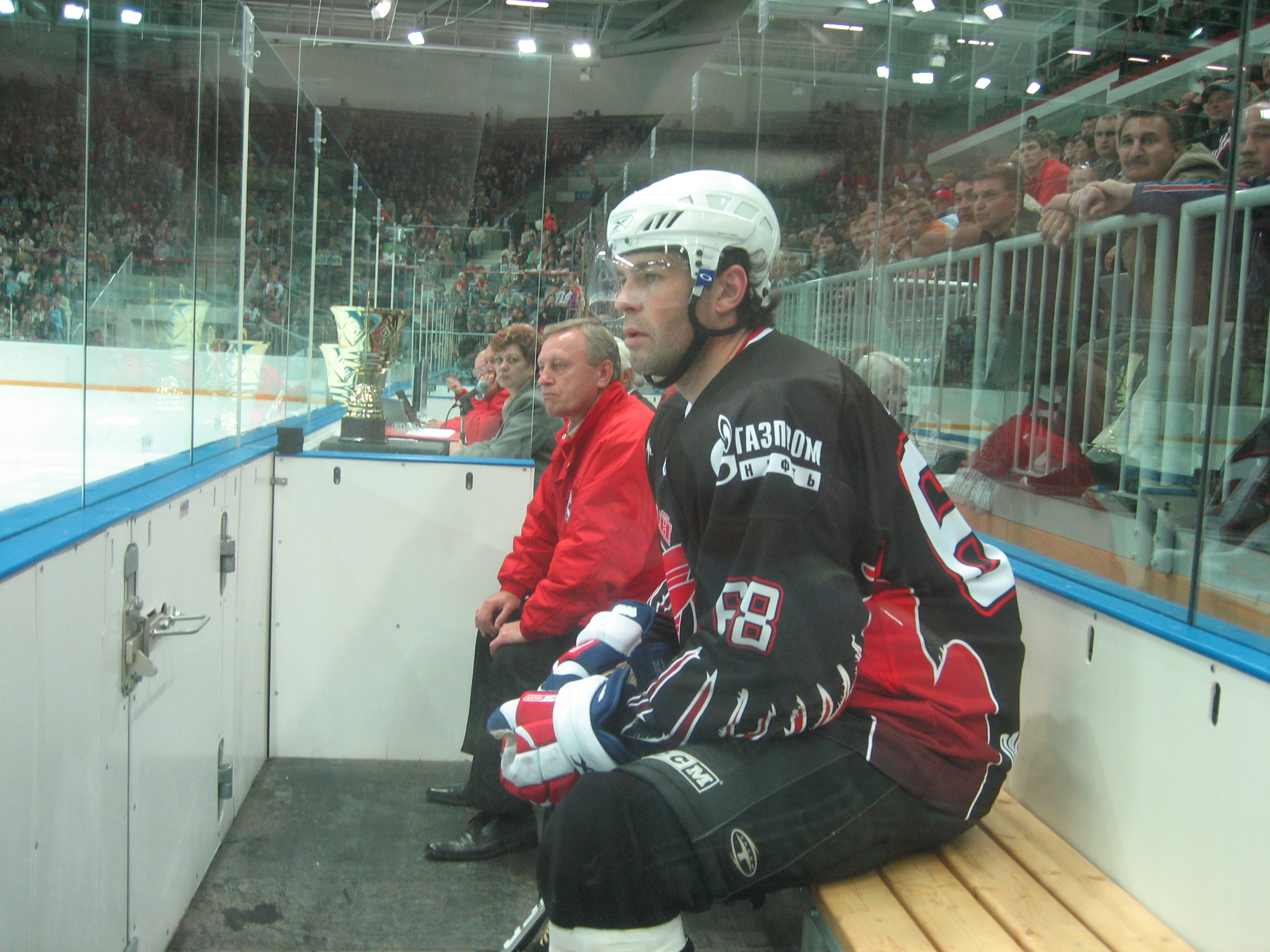
Яромир Ягр провёл в «Авангарде» четыре сезона

В разные годы сильнейшими игроками команды были:
- вратари: Николай Кокшаров, Виктор Иванов, Фёдор Жуков, Владимир Лукин, Валерий Голдобин, Сергей Храмцов, Александр Вьюхин, Максим Соколов, Александр Фомичёв, Карри Рямё, Доминик Фурх.
- защитники: Анатолий Комаров, Юрий Костицын, Владимир Мурашов, Виктор Блинов, Юрий Шаталов, Валерий Харитоненко, Виктор Чибирев, Юрий Рычков, Пётр Галкин, Александр Фролов, Виктор Архипов, Сергей Гуров, Владимир Капуловский, Сергей Коробкин, Олег Угольников, Дмитрий Пархоменко, Константин Маслюков, Юрий Панов, Игорь Никитин, Дмитрий Рябыкин, Кирилл Кольцов, Илья Бякин, Олег Твердовский, Никита Пивцакин, Мартин Шкоула.
- нападающие: Георгий Быков, Владимир Кукушкин, Рудольф Документов, Юрий Андреев, Альберт Данилов, Валерий Сермяжко, Эдуард Рассказов, Виктор Шевелёв, Виктор Литвинов, Владимир Шитик, Григорий Бердышев, Игорь Черкашин, Борис Немчинов, Анатолий Мыкало, Станислав Рубан, Владимир Дурдин, Николай Зырянов, Рим Мендубаев, Рашид Аминаев, Михаил Дурдин, Юрий Горбунов, Алексей Голубятников, Виктор Граф, Владимир Еловиков, Евгений Шастин, Игорь Дякив, Сергей Бердников, Игорь Жилинский, Сергей Елаков, Эдуард Поляков, Николай Мариненко, Юрий Кузнецов, Олег Кряжев, Андрей Субботин, Равиль Якубов, Дмитрий Затонский, Павел Патера, Александр Прокопьев, Максим Сушинский, Яромир Ягр, Алексей Черепанов, Алексей Калюжный, Артём Чубаров, Антон Курьянов, Александр Попов, Роман Червенка, Сергей Калинин, Александр Пережогин.

### Участие в Матче звёзд КХЛ
В разные годы в Матче звёзд КХЛ принимали участие: в 2009 г. — Яромир Ягр, Якуб Клепиш; в 2010 г. — Карри Рямё, Лассе Кукконен, Антон Бабчук, Яромир Ягр; в 2011 г. — Денис Куляш, Мартин Шкоула, Роман Червенка, Яромир Ягр; в 2012 г. — Алексей Калюжный, Роман Червенка, Александр Фролов, в 2013 г. — Антон Белов, Томаш Заборский, Александр Пережогин, в 2014 г. — Денис Куляш, Александр Попов, в 2015 г. — Эрик Густафссон, Денис Паршин, в 2016 г. — Владимир Соботка, в 2017 г. — Евгений Медведев, в 2018 г. — Евгений Медведев, Егор Мартынов, в 2019 г. — Игорь Бобков, Сергей Широков, Илья Михеев, в 2020 г. — Игорь Бобков, Вячеслав Войнов, Кирилл Семёнов, в 2022 г. — Сергей Толчинский, в 2023 г. — Дамир Шарипзянов, Владимир Ткачёв, в 2025 г. — Дамир Шарипзянов, Наиль Якупов, Семён Чистяков.
В рейтинге Hockey Archives занимал третье место среди европейских клубов сезона 2010/11, годом позже — четвёртое. С 1994 года на омском телевидении выходит программа «Овертайм», посвящённая «Авангарду». Она была создана продюсером Аркадием Алексеевым и режиссёром Александром Костяковым, с 1995 года бессменным ведущим программы стал Андрей Блохин. Программа отмечена Федерацией хоккея России дипломом I степени за лучшее освещение и пропаганду на телевидении хоккея в России, программа становилась лауреатом всероссийского фестиваля «Вся Россия» (г. Москва), на телевизионном фестивале в городе Сургуте присуждён приз «Лучшая спортивная программа года».